# Chimia
Chimia bzw. CHIMIA International Journal for Chemistry ist eine zehnmal jährlich erscheinende Peer-Review-Fachzeitschrift, die von der Schweizerischen Chemischen Gesellschaft herausgegeben wird.
Der Impact Factor von Chimia lag im Jahr 2020 bei 1,509. In der Statistik des Web of Science wird die Zeitschrift in der Kategorie Multidisziplinäre Chemie an 133. Stelle von 178 Journals geführt.